# كهنة غوية بايين (شبخوسلات)
کهنة غویة بایین (بالفارسية: کهنه گویه پایین) هي قرية تقع في إيران في قسم شبخوسلات الريفي. يقدر عدد سكانها بـ 100 نسمة بحسب إحصاء 2016.